# ویدوک
ویدوک (به فرانسوی: Vidocq) نام فیلمی است فرانسوی به کارگردانی پیتوف (ژان کریستوف کومار) که در سال ۲۰۰۱ ساخته شده و روایتی از ماجراهای اوژنی فرانسوا ویدوک (با بازی ژرار دپاردیو)، از اولین کارآگاهان خصوصی بنام فرانسه را بیان می‌کند که با قاتلی دارای قدرتی مافوق بشری روبرو شده که روح قربانبان خود را به وسیله نقابی که بر چهره دارد می‌رباید. این فیلم که در ژانر علمی-تخیلی و معمایی قرار می‌گیرد در ایران در تاریخ ۵ فروردین ۱۳۸۶ و در قالب فیلم‌های نوروزی شبکه ۴ سیما از این شبکه پخش گردید. ضمنا این فیلم سال 1385 از طریق موسسه قرن 21 دوبله و پخش گردیده است .

## داستان
خطر لوث شدن داستان
در بحبوحه آشوب‌های ۱۸۳۰ پاریس، ناگهان خبر ناپدید شدن ویدوک منتشر می‌شود. او کارآگاهی زبردست بوده که قاتلی نقابدار به نام کیمیاگر (آلکمیست) را در کارگاه شیشه‌گری دنبال می‌کرده‌است. شواهد نشان از کشته شدن ویدوک دارند ولی نویسنده جوانی به نام اتین بواسه که شرح‌حال‌نویس ویدوک نیز هست در صدد ادامه دادن راه او و گرفتن انتقامش بر می‌آید. او شروع به بررسی یافته‌های ویدوک که در اختیار دستیارش نیمیه قرار دارد می‌کند. با توجه به نگارش‌های او، قاتل نقابی آینه‌ای بر چهره دارد که از خون دختران جوان باکره جلا می‌یابد و به وسیله آن روح قربانیان خود را می‌رباید تا همیشه جوان باقی بماند. چند قتل دیگر نیز اتفاق میفتد و پلیس کاری از پیش نمی‌برد تا اینکه به آنها گفته می‌شود یکی از کارگران کارگاه شیشه‌گری اطلاعاتی از چگونگی مرگ ویدوک دارد. نیمیه، اتین بواسه و دختری به نام سیلوا که دوست ویدوک بوده‌است به کارگاه می‌روند. در آنجا بهشان گفته می‌شود که برای محافظت از گازهای سمی باید صورت خود را بپوشانند. سرانجام با کارگر درشت‌هیکلی که گفته می‌شود شاهد اتفاقات آن روز بوده‌است ملاقات کرده و او شروع به تعریف آنچه که دیده بوده می‌کند و می‌گوید ویدوک به دنبال درگیریش با کیمیاگر به داخل کوره آتش می‌افتد ولی پیش از سقوطش از قاتل می‌خواهد که چهره خود را به او بنماید. اتین که هیجان زده شده از او می‌پرسد که ایا او هم صورت قاتل را دیده و با شنیدن پاسخ منفی کارگر در حالیکه پارچه را از روی صورتش پایین می‌کشد با عصبانیت شروع به غرولند کردن می‌کند. در این هنگام رپیس پلیس پاریس نیز به آنها ملحق می‌شود. نویسنده جوان در حالیکه پوزخند می‌زند به او می‌گوید که درست به موقع رسیده‌است و چیزی را از دست نداده‌است ولی رپیس پلیس نظر دیگری دارد. در این هنگام کارگر تنومند که از جای خود برخاسته‌است نیز پارچه را از صورت خود برپاشته و چهره‌اش را به اتین جوان نشان می‌دهد. او خود ویدوک است.
اتین که با دیدن ویدوک جاخورده‌است لبخندی شیطانی بر لب می‌آورد چرا که او خود همان قاتلی است که چهره‌اش را با فرض سقوط ویدوک به داخل آتش به او نمایانده بوده‌است. او که خود را در محاصره می‌بیند با نعره‌ای نقابش را بر چهره می‌گذارد و به سمت آنها حمله‌ور می‌شود، نیمیه به طرف او شلیک می‌کند ولی باروت پس از برخورد با نقاب آینه‌ای به سمت خود او برمی‌گردد و او را می‌کشد. ویدوک که از مرگ دستیار خود به شدت غمگین شده‌است به دنبال کیمیاگر می‌رود و در کارگاه تولید آینه او رابه دام میندازد. آندو با هم درگیر می‌شوند ولی کیمیاگر قوی‌تر است و موفق به گرفتن گلوی ویدوک شده و می‌خواهد که روح او را نیز بگیرد اما اما ویدوک که اینه‌ای را در دستش پنهان کرده آنرا در مقابل نقاب قاتل می‌گیرد. انعکاس نور نقاب در داخل آینه تأثیری منفی بر قدرت جذب آن گذاشته و کیمیاگر را دچار مشکل می‌سازد. ویدوک از این فرصت استفاده کرده و موفق به زمین زدن قاتل می‌شود. همچنان که او اینه را در برابر نقاب گرفته‌است شاهد خروج ارواح وحشت‌زده زنان جوانی که در داخل نقاب محبوس شده بودند می‌شود. ویدوک که از مرگ این همه دختر جوان دل آزرده شده‌است برای لحظه‌ای از کیمیاگر غافل شده و او موفق به فروکردن خنجر خود در پهلوی ویدوک می‌شود. ویدوک به زمین می‌افتد. کیمیاگر در حالیکه نقابش را از صورت برمی‌دارد به جنازه او پوزخند می‌زند و آماده خروج از آنجا می‌شود که ناگهان صدایی را از پشت سرش می‌شنود. ویدوک با تکه اینه‌ای شکسته به او حمله‌ور شده و آنرا همچون نیزه‌ای در بدن اتین فرو می‌کند و با پرتاب او از پنجره کارگاه تصور میکند که اورا ازبین برده.اما به دلیل عدم وجود جنازه کیمیاگر شک به زنده بودن او میکند.در صحنه آخر هنگامی که ویدوک و همراهانش پس از خاکسپاری نیمیه از آنجا دور میشوند داخل پنجره کلیسا نشان داده میشود و صدای خنده کیمیاگر شنیده شده سپس انعکاس نقابش روی دیوار دیده میشود.

## بازیگران
- ژرار دپاردیو در نقش ویدوک
- گیوم کانه در نقش اتین بواسه
- اینس ساستره در نقش پره
- آندره دوسولیه در نقش لوترن
- ادیث اسکاب در نقش سیلویا
- موسا ماسکری در نقش نیمیه
- ژان پل دوبوا در نقش بلمون
- آندره پنورن در نقش ورالدی

## جوایز
- ۲۰۰۱ - برنده جایزه بهترین فیلم از جشنواره بین‌المللی فیلم کاتالونیا (سیجز) - پیتوف
- ۲۰۰۱ - برنده جایزه بهترین چهره پردازی از جشنواره بین‌المللی فیلم کاتالونیا (سیجز)
- ۲۰۰۱ - برنده جایزه بهترین موسیقی متن از جشنواره بین‌المللی فیلم کاتالونیا (سیجز) - برونو کالیس
- ۲۰۰۱ - برنده جایزه بهترین جلوه‌های ویژه از جشنواره بین‌المللی فیلم کاتالونیا (سیجز) - پیتوف
- ۲۰۰۱ - برنده جایزه همشهری کین بهترین کارگردانی از جشنواره بین‌المللی فیلم کاتالونیا (سیجز) - پیتوف
- ۲۰۰۲ - برنده جایزه نقره‌ای بهترین فیلم خیال‌پردازی اروپایی از جشنواره فانتاسپورتو - پیتوف
- ۲۰۰۲ - برنده جایزه بین‌المللی فیلم خیال‌پردازی برای بهترین جلوه‌های ویژه از جشنواره فانتاسپورتو - پاسکال ژیرو
- ۲۰۰۲ - نامزد جایزه بین‌المللی فیلم خیال‌پردازی برای بهترین فیلم از جشنواره فانتاسپورتو - پیتوف
- ۲۰۰۲ - نامزد جایزه طلایی بهترین فیلم خیال‌پردازی اروپایی از جشنواره بین‌المللی فیلم‌های خیال‌پردازی بروکسل - پیتوف